# بوز-ل-بن
بوز-ل-بن (به فرانسوی: Bouze-lès-Beaune) یک کمون در فرانسه با جمعیت ۳۲۸ نفر است که در Canton of Beaune-Nord واقع شده‌است.